# Red Mundial de Justicia Electoral
La Red Mundial de Justicia Electoral es un foro colaborativo internacional que busca fortalecer los derechos político-electorales y es un espacio de reflexión donde se comparten experiencias sobre los sistemas de representación, el acceso igualitario a la justicia electoral, la democracia y la corrupción, y las redes sociales, entre otros temas.

## Historia
La Red Mundial de Justicia Electoral surge en el 2017 como respuesta a los desafíos que enfrentan los órganos judiciales, los tribunales y las cortes en las democracias 
Modernas.
Los miembros de la Red Mundial son expertos en justicia electoral que hacen parte de: 
- Think Tank
- Autoridades electorales judiciales y administrativas de todo el mundo que imparten justicia electoral[3]
- Organizaciones internacionales e instituciones académicas

Desde su creación han quintuplicado su base de participantes a las Asambleas Plenarias de la Red. Hasta la fecha han asistido 190 representantes de 72 autoridades electorales de 46 países, 22 organizaciones internacionales, 13 centros académicos, 7 actores privados y 8 expertos/observadores.
Ha tenido, hasta el momento, tres asambleas: 
Primera Asamblea Plenaria (10 y 11 de noviembre de 2017. Guanajuato, México): espacio en el que se discutió sobre los dilemas normativos, teóricos y prácticos que hoy enfrentan los órganos responsables de garantizar y hacer valer la justicia electoral y el Estado de Derecho en materia democrática. Esta asamblea significó un espacio incluyente y representativo, que vigorizó la gobernabilidad democrática a partir de la deliberación, el diseño y la recomendación de estrategias con perspectiva jurisdiccional a nivel nacional, regional y mundial.

### Segunda Asamblea Plenaria
3 y 4 de diciembre de 2018. Cancún, México): los principales temas planteados en esta Asamblea fueron: justicia electoral universal e igualitaria, protección de los principios democráticos en elecciones: una perspectiva global comparada: ¿judicialización u otros mecanismos de resolución de disputas? y revolución digital y procesos electorales. Los integrantes de la Red consolidaron sus trabajos sobre cooperación e intercambio de información, sentencias y buenas prácticas desarrollados por los integrantes de la Red con el propósito de plantear estrategias adecuadas para la implementación de la Justicia Electoral a escala mundial.

### Tercera Asamblea Plenaria
(6-8 de noviembre de 2019. Los Cabos, Baja California Sur, México): planteó como temas principales de discusión los mecanismos de representación, el acceso igualitario a la justicia electoral y democracia y corrupción. Además, ofreció talleres centrados en: procesos electorales del año, redes sociales: taller con empresas tecnológicas y capacitación judicial y electoral: una perspectiva internacional comparada. Esta cita contó con la participación de 105 expertos, representando a 39 autoridades electorales de 33 países, así como 12 organizaciones internacionales, 8 institutos académicos, 7 actores privados, 7 expertos electorales y 1 observadora.

### Temas de interés
- Justicia electoral universal e igualitaria: inclusión de minorías políticas.[13]
- Protegiendo principios democráticos: mejores prácticas en reformas electorales, modelos de resolución de disputas electorales y tutela efectiva de derechos.[14]
- Revolución digital: regulación y el uso de nuevas tecnologías en los procesos electorales, y el uso de redes sociales, equidad en los procesos electorales y acceso a la justicia.[15]
- Financiamiento político: modelos de financiamiento ante la equidad de la contienda electoral, y la influencia del dinero en la política.

## Integrantes
El Tribunal Superior Electoral en República Dominicana ostenta la presidencia desde la tercera asamblea de 2019.
Bawaslu, entidad encargada de supervisar las elecciones en Indonesia, fue elegida para llevar la vicepresidencia del período 2020-2022 en representación del continente asiático. 
Otras vicepresidencias son: 
-	Consejo Nacional Electoral de Colombia: vicepresidencia 2020-2022 en representación de las Américas
-	Corte Electoral de Sudáfrica: vicepresidencia 2020-2022 en representación de África 
-	Tribunal Supremo de España: vicepresidencia 2020-2022 en representación de Europa

## Comité científico
El Comité Científico lo componen 8 expertos y académicos del derecho. 
- Andrea Pisaneschi
- Ann Ravel
- Catalina Botero Marino
- Jean-Philippe Derosier (Presidente)
- Josep María Castellá
- Katherine Ellena
- Michael Mohallem
- Rafael Rubio